# Лоссімут

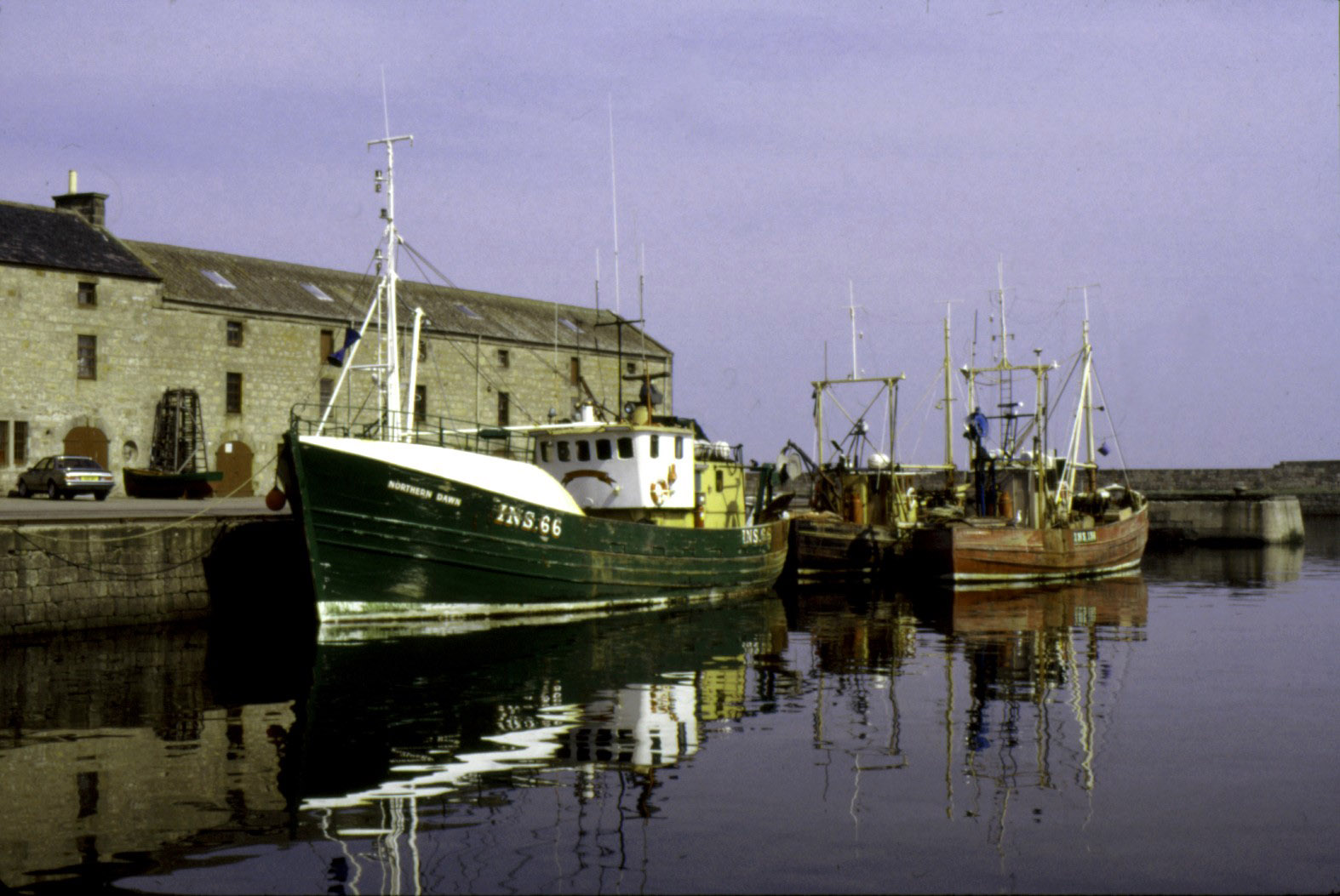
Міська гавань

Ло́ссімут (англ. Lossiemouth, шотл. гел. Inbhir Losaidh) — місто в Шотландії в області Морей. Розташоване за 8 км на північ від Елгіна, адміністративного центру області, на південному узбережжі затоки Марі-Ферт в гирлі річки Лоссі.

## Пам'ятки архітектури
- Палац Спіні
- Руїни замку Даффус